# Szabó Pál (labdarúgóedző)
Szabó Pál (1903. június 12. – 1986. december 28.) magyar labdarúgó, edző, szövetségi edző.

## Pályafutása
1945. április 29-én kinevezték a Ferencvárosi TC edzőjének. 1954-től a Bp. Szikra csapatát irányította.

## Sikerei, díjai

### Edzőként
FTC
- Magyar bajnokság
  - 2.: 1945

Vasas
- Magyar bajnokság
  - 3.: 1946-47